# Дзядик Богдан Богданович
Богдан Богданович Дзядик (нар. 21 березня 1999, Львів) — український ватерполіст, центральний нападник збірної України та «Динамо» (Львів). Майстер спорту України, чемпіон України та володар Кубку України 2015. Свого часу — наймолодший гравець національної збірної України.

## Життєпис
Народився Богдан Дзядик 21 березня 1999 року у Львівському училищі фізичної культури.
З 10 років займався плаванням у басейні СКА. Коли секцію закрили, батьки віддали Богдана тренуватися у комплекс водних видів спорту «Динамо», де його помітили тренери з водного поло.
Виступає за команди майстрів «Динамо» Львів, у складі якої став чемпіоном України у 2015 році, а також здобув національний Кубок.
Гравець та капітан молодіжної збірної команди України. У 2015 році дебютував у національній збірній та став переможцем ІІ міжнародного турніру «Кубок Карпат». Визнаний кращим нападником цих змагань. 
У 2016 році отримав пропозицію виступати за німецький клуб, проте відмовився. Причину не повідомляє.